# Leucothyreus severinus
Leucothyreus severinus är en skalbaggsart som beskrevs av Ohaus 1918. Leucothyreus severinus ingår i släktet Leucothyreus och familjen Rutelidae. Inga underarter finns listade i Catalogue of Life.